# Monasterio de Santa María la Real (Osera)
El Monasterio de Santa María la Real de Osera es un monasterio trapense, de la Orden del Cister, de fundación real que a lo largo de su historia tuvo una gran importancia económica y social en la comarca y tierras más lejanas.

## Situación
Es un monasterio que tras 8 siglos de historia se conserva en muy buen estado. Situado en la parroquia de Osera, del municipio de San Cristóbal de Cea, provincia de Orense, a 34 km, de distancia de Orense capital, muy próximo al sitio donde se juntan las provincias de Orense, Pontevedra y Lugo.

## Toponimia
Ursaria era el nombre con el que se conocía el actual río Osera, cuyo significado es país o tierra de osos (ursus en latín)..Animal que posiblemente pobló el valle en épocas remotas. De allí la presencia de este mamífero en el escudo de armas del monasterio. Otra interpretación es que el topónimo Ursaria hiciera alusión al lugar abrupto donde se halla enclavado el monasterio, en un valle alto de la sierra de Martiñá. Idea expuesta originalmente por fray Tomás de Peralta en el siglo XVII: "El sitio es una montaña, cuyas inaccesibles cuestas y empinados riscos causan horror al que las mira".
Por sus dimensiones el monasterio fue también conocido como "El Escorial de los Bernardos" o "El Escorial de Galicia".

## Historia

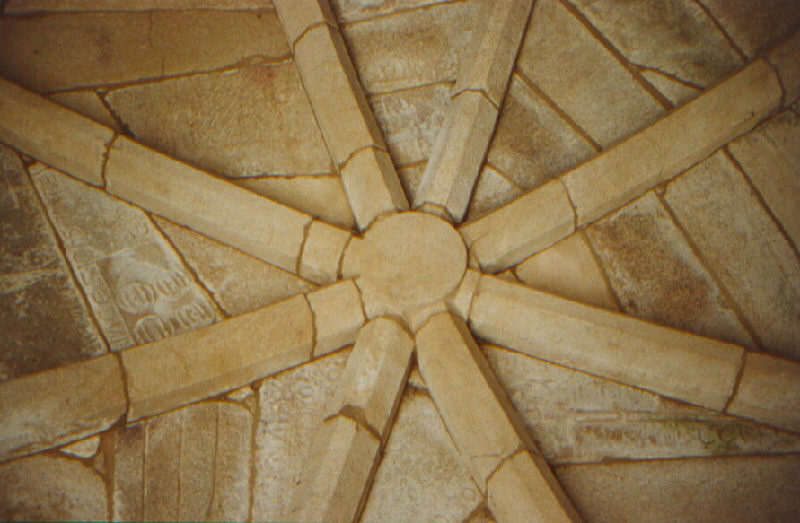
Detalle del interior

Se conoce su existencia desde 1137, cuando nació el monasterio que se integró en la Orden del Císter en 1141, dependiendo de Claraval. En Osera se instaló un grupo de monjes franceses enviados por San Bernardo. Los modestos edificios iniciales fueron ampliándose gracias a las donaciones y las adquisiciones de la comunidad monástica.
En las últimas décadas del siglo XII y en las primeras del XIII, se construyó el gran templo monástico, concebido para una comunidad numerosa de monjes. El templo es de los mayores de la orden cisterciense en España. Entre los primeros monjes de Osera estuvo san Famiano, primer miembro canonizado del Císter, peregrino alemán que en 1142 abrazó la vida monástica, falleciendo en 1150 en Galesse (Italia), de cuya ciudad es patrono. Su cuerpo se halla incorrupto en la basílica de San Famiano de Galesse.
Entre sus abades, estuvo dom Lorenzo (1205-1223), ascendido a la sede de Claraval, único español que ocupó el máximo cargo de la orden; dom Fernando Pérez (1223-1232), que fue deán de Santiago y Canciller mayor del reino en la corte de Alfonso IX de León; don Fernando Yáñez, restauró la vida monástica en la abadía de Alcobaça, en Portugal, después de la eliminación de la anterior comunidad por los árabes en 1195; tras su vuelta a a Osera, fue elegido abad (1232-1240); dom Suero de Oca(1485-1512), noble que, habiendo enviudado por segunda vez, se hizo monje de Osera. Durante su mandato se obtuvo la convalidación de la bula concedida por el papa Eugenio IV para que el monasterio recuperara todos sus bienes. Fue arzobispo de la diócesis titular de Tarso. En el siglo XVI, 1513, llegaron los abades comendatarios, personajes extraños a la abadía que casi acaban con ella. Aquel periodo terminó en 1545 por la intervención de la Congregación de Castilla cuando todo se reconstruyó a excepción del templo y de la sala capitular. El gran incendio de En 1552 redujo a cenizas todos los edificios, menos el templo. Se planeó la construcción de una nueva abadía en Valladolid y el traslado de los monjes, pero el abad de Osera, fray Marcos del Barrio, nacido en Magaz (Palencia), Castilla, consiguió que se reconstruyera el monasterio en el mismo lugar de siempre. La labor reconstructora de Barrios no concuerda con el parecer de algunos historiadores nativos que aducen una supuesta invasión de los monasterios gallegos por monjes castellanos. En la segunda mitad del siglo XVI los monjes de Osera ayudaron no pocas veces con víveres y fondos tanto a sostener las guerras como a alimentar a los necesitados en tiempos de carestía, al punto que Felipe II, enterado de todo eso, remitió una carta laudatoria al abad de Osera. Hubo otros nombres ilustres de abades y monjes que ostentaron cargos importantes en las universidades y que estuvieron al frente de la Congregación de Castilla. 
Los territorios bajo gobierno del Monasterio de Osera comprendían las montañas y sus derrames de la Sierra de Martiñá, Peña de Francia, Valles de Osera en Carballedo de Chantada, las villas de Cea (donde era conde el abad del monasterio), y Carballino, el coto de Santa Cruz de Arrabaldo, orillas del Miño y la villa de Marín, en la ría de Pontevedra. La villa y puerto de Marín fueron parte de las posesiones más antiguas y lucrativas del monasterio. La autoridad del monasterio ejerció en Marín una justicia social encomiable, promocionó la pesca entre sus habitantes y defendió la entrada de la ría de Pontevedra construyendo un fuerte. Gracias a la flota pesquera organizada, se abastecía a la comarca y al monasterio mismo.
El monasterio se reconstruyó entre los siglos XVI y XVII.. 
Las grandes pérdidas y destrozos que ocasionó a España entera la invasión napoleónica y por ende, a los monasterios, no afectaron a Osera, aunque si a alguno de los prioratos que sufrieron saqueos. La escondida situación del monasterio y la dificultad de acceso en aquellos tiempos lo salvaron. En el monasterio se refugiaron muchos monjes dispersos de sus casas, además del general de la Congregación de Castilla y el obispo de Salamanca, fray Gerardo Vázquez, que era monje del Císter.
Sin embargo, durante período constitucional de 1820-1823, fueron expulsados los monjes y el monasterio fue asaltado y saqueado totalmente por la turba. Terminado el trienio liberal, los monjes regresaron en 1823 para encontrar un caserón desmantelado, sin puertas, ventanas y muebles. Se inició la reconstrucción en 1824. Por entonces fue admitido en la congregación el Padre Jerónimo Usera que llegaría a ser el fundador de la congregación de las Hermanas del Amor de Dios.
En 1836, a consecuencia de la desamortización de Mendizábal (1835), todos los monjes fueron expulsados de los monasterios, con prohibición expresa de poder volver a reunirse en corporación. Esto significó también la desaparición para siempre de la Congregación de Castilla de la orden del Cister. Algunas posesiones del monasterio, como las casas del molino y del horno, fueron compradas por Ramón Villar Ulloa que fue a vivir allí. 
El monasterio permaneció abandonado casi un siglo, habiendo llegado los edificios al borde de la ruina. Don Florencio Cerviño González, obispo de Orense (1922-1941), tomó la decisión de restaurar el monasterio y recuperar la vida monástica. La nueva comunidad apenas disponía de recursos y solo en 1966 se comenzaron las obras de restauración bajo la dirección de los propios monjes. La Diputación de Orense, importante entidad colaboradora, otorgó en 1990 la Medalla de Oro a los monjes. En 1990, la gran restauración también recibió el Premio Europa Nostra, de manos de la reina doña Sofía.

## Descripción

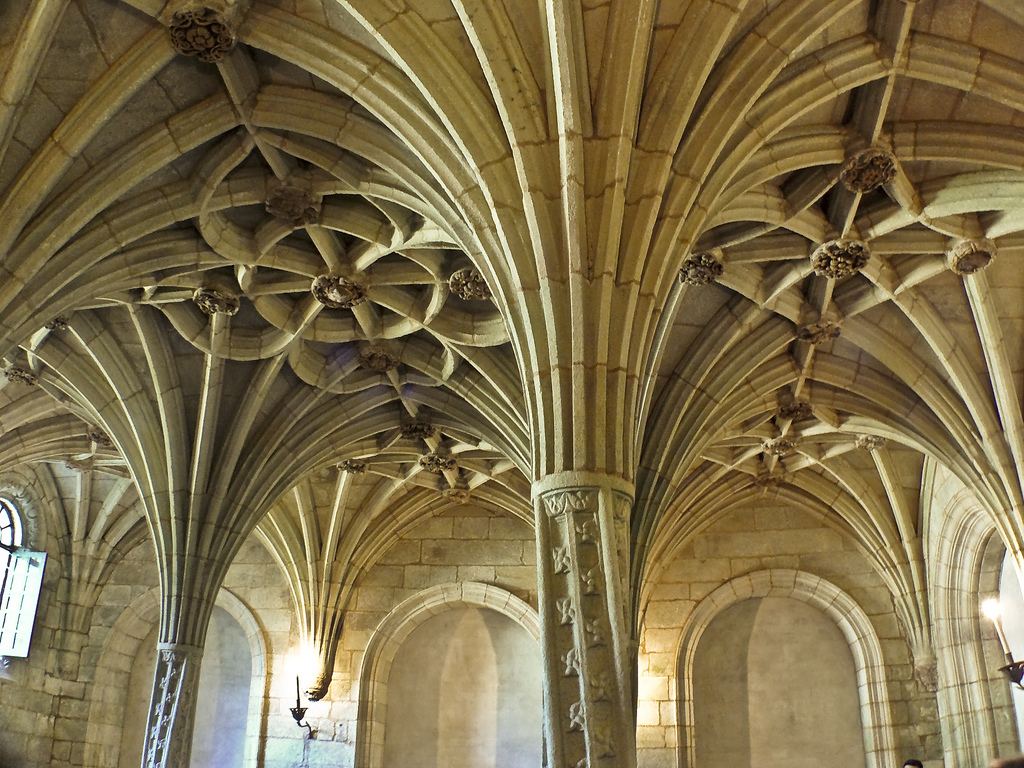
Sala capitular

La iglesia abacial fue construida entre los años 1200 y 1239 aproximadamente y está considerada como una de las obras maestras de la arquitectura cisterciense en la península ibérica, con un característico estilo románico ojival; está claramente influenciada por las iglesias de peregrinación.
La sala capitular del monasterio, conocida popularmente como "sala de las palmeras", data de finales del siglo XV y está sustentada por cuatro columnas centrales de fustes torsos rematando en una original bóveda.
En el antiguo refectorio monacal puede visitarse el Lapidarium o Museo da Pedra, una colección de objetos y fragmentos de piedra obtenidos durante las restauraciones y excavaciones arqueológicas: lápidas, capiteles, columnas, elementos decorativos, etc.